# خوان كارلوس نونيز
خوان كارلوس نونيز (بالإسبانية: Juan Carlos Núñez)‏ (18 أبريل 1983 في المكسيك - ) هو لاعب كرة قدم مكسيكي في مركز الدفاع. لعب مع نادي تولوكا ونادي تيخوانا وDeportivo Toluca F.C. Reserves and Academy ‏.

## وصلات خارجية
- خوان كارلوس نونيز على موقع قاعدة بيانات كرة القدم.إي يو (الإنجليزية)
- خوان كارلوس نونيز على موقع Soccerway.com (الإنجليزية)
- خوان كارلوس نونيز على موقع AS.com (الإسبانية)